# Gabrovnica
Gabrovnica je naselje v Občini Kamnik.

## Zgodovina
V Gabrovnici je leta 1329 omenjena ena kmetija, ki sta jo Otokar in Nikolaj iz Blagovice prodala Marjeti iz Ljubljane, redovnici v mekinjskem samostanu.